# Llista de topònims de Tortellà
Llista de topònims (noms propis de lloc) del municipi de Tortellà, a la Garrotxa
Informació actualitzada per un bot. Els canvis manuals es perdran quan s'actualitzi!

## casa
| imatge | Nom                                | Ubicat a | instància de | Detalls                                    | coordenades                                                                                       | Protecció                                  | Commons (més fotos)                     | Dades a WD                    |
| ------ | ---------------------------------- | -------- | ------------ | ------------------------------------------ | ------------------------------------------------------------------------------------------------- | ------------------------------------------ | --------------------------------------- | ----------------------------- |
|        | Hostal de Ca la Seca               | Tortellà | casa         | Estil: arquitectura modernista             | 42° 13′ 59″ N, 2° 37′ 56″ E / 42.233055555556°N,2.6322222222222°E ca:Carrer Sant Joan, 12         | bé integrant del patrimoni cultural català | Hostal de Ca la Seca                    | Modifica les dades a Wikidata |
|        | casa al carrer Olot, 3             | Tortellà | casa         | Estil: arquitectura modernista             | 42° 14′ 00″ N, 2° 37′ 47″ E / 42.233333333333°N,2.6297222222222°E ca:Carrer Olot, 3               | bé integrant del patrimoni cultural català | Casa al carrer Olot, 3                  | Modifica les dades a Wikidata |
|        | casa al carrer de Sales, 11        | Tortellà | casa         | Estil: arquitectura eclèctica              | 42° 14′ 01″ N, 2° 37′ 51″ E / 42.23365°N,2.63089°E 277 msnm                                       | bé integrant del patrimoni cultural català | Casa al carrer de Sales, 11             | Modifica les dades a Wikidata |
|        | casa al carrer de Sales, 14        | Tortellà | casa         | Estil: arquitectura modernista             | 42° 14′ 01″ N, 2° 37′ 52″ E / 42.233611111111°N,2.6311111111111°E ca:Carrer de Sales, 14 277 msnm | bé integrant del patrimoni cultural català | Casa al carrer de Sales, 14             | Modifica les dades a Wikidata |
|        | casa al carrer de Sales, 3         | Tortellà | casa         | Estil: arquitectura popular                | 42° 14′ 01″ N, 2° 37′ 50″ E / 42.23366°N,2.63044°E 277 msnm                                       | bé integrant del patrimoni cultural català | Casa al carrer de Sales, 3              | Modifica les dades a Wikidata |
|        | casa al carrer de Sales, 5         | Tortellà | casa         | Estil: arquitectura eclèctica              | 42° 14′ 01″ N, 2° 37′ 50″ E / 42.23365°N,2.63064°E 277 msnm                                       | bé cultural d'interès local                | Casa al carrer de Sales, 5              | Modifica les dades a Wikidata |
|        | casa al carrer de l'Amargura       | Tortellà | casa         | Estil: arquitectura eclèctica 19th century | 42° 13′ 58″ N, 2° 37′ 46″ E / 42.23279°N,2.62944°E ca:C. de l'Amargura 275 msnm                   | bé integrant del patrimoni cultural català | Casa al carrer de l'Amargura (Tortellà) | Modifica les dades a Wikidata |
|        | habitatge a la plaça del Mercat, 4 | Tortellà | casa         | Estil: arquitectura popular 19th century   | 42° 14′ 00″ N, 2° 37′ 49″ E / 42.23324°N,2.63017°E ca:Pl. del Mercat, 4 276 msnm                  | bé integrant del patrimoni cultural català | Habitatge a la plaça del Mercat, 4      | Modifica les dades a Wikidata |

## curs d'aigua
| imatge | Nom       | Ubicat a                                                                         | instància de | Detalls           | coordenades                                                                                               | Protecció | Commons (més fotos) | Dades a WD                    |
| ------ | --------- | -------------------------------------------------------------------------------- | ------------ | ----------------- | --- | --------- | ------------------- | ----------------------------- |
|        | Llierca   | la Vall de Bianya Montagut i Oix Sales de Llierca Tortellà Sant Jaume de Llierca | curs d'aigua | Desemboca: Fluvià | 42° 15′ 53″ N, 2° 22′ 36″ E / 42.264691°N,2.376651°E 42° 12′ 39″ N, 2° 36′ 43″ E / 42.210754°N,2.611838°E |           | Llierca River       | Modifica les dades a Wikidata |
|        | riu Juiàs | Tortellà Sales de Llierca Argelaguer                                             | curs d'aigua |                   | 42° 14′ 04″ N, 2° 38′ 19″ E / 42.23449444°N,2.63870833°E                                                  |           |                     | Modifica les dades a Wikidata |

## edifici
| imatge | Nom                  | Ubicat a | instància de | Detalls                        | coordenades                                                       | Protecció                                  | Commons (més fotos)        | Dades a WD                    |
| ------ | -------------------- | -------- | ------------ | ------------------------------ | ----------------------------------------------------------------- | ------------------------------------------ | -------------------------- | ----------------------------- |
|        | Casa Bellpuig        | Tortellà | edifici      |                                | 42° 14′ 31″ N, 2° 37′ 05″ E / 42.241953°N,2.617929°E              | bé cultural d'interès local                |                            | Modifica les dades a Wikidata |
|        | Farmàcia de Tortellà | Tortellà | edifici      | Estil: arquitectura modernista | 42° 14′ 00″ N, 2° 37′ 49″ E / 42.233333333333°N,2.6302777777778°E | bé integrant del patrimoni cultural català | Farmàcia de Tortellà       | Modifica les dades a Wikidata |
|        | la Fàbrica Gran      | Tortellà | edifici      | Estil: arquitectura popular    | 42° 13′ 58″ N, 2° 37′ 54″ E / 42.23285°N,2.63164°E                | bé integrant del patrimoni cultural català | La Fàbrica Gran (Tortellà) | Modifica les dades a Wikidata |

## entitat singular de població
| imatge | Nom         | Ubicat a | instància de                                                                   | Detalls | coordenades                                                       | Protecció | Commons (més fotos) | Dades a WD                    |
| ------ | ----------- | -------- | ------------------------------------------------------------------------------ | ------- | ----------------------------------------------------------------- | --------- | ------------------- | ----------------------------- |
|        | Sant Antoni | Tortellà | entitat singular de població                                                   | 11 hab  | 42° 14′ 15″ N, 2° 37′ 43″ E / 42.23754189°N,2.62859985°E 290 msnm |           |                     | Modifica les dades a Wikidata |
|        | Tortellà    | Tortellà | entitat singular de població ens local històric de Catalunya capital municipal | 817 hab | 42° 14′ 00″ N, 2° 38′ 00″ E / 42.23333°N,2.63333°E 266 msnm       |           |                     | Modifica les dades a Wikidata |

## església
| imatge | Nom                     | Ubicat a | instància de | Detalls                      | coordenades                                        | Protecció                   | Commons (més fotos)     | Dades a WD                    |
| ------ | ----------------------- | -------- | ------------ | ---------------------------- | -------------------------------------------------- | --------------------------- | ----------------------- | ----------------------------- |
|        | Santa Maria de Tortellà | Tortellà | església     |                              | 42° 13′ 59″ N, 2° 37′ 47″ E / 42.23297°N,2.62976°E | bé cultural d'interès local | Santa Maria de Tortellà | Modifica les dades a Wikidata |
|        | església de Bellpuig    | Tortellà | església     | Estil: arquitectura romànica | 42° 14′ 30″ N, 2° 37′ 03″ E / 42.2416°N,2.61761°E  | bé cultural d'interès local |                         | Modifica les dades a Wikidata |

## forn de calç
| imatge | Nom                         | Ubicat a | instància de | Detalls                     | coordenades | Protecció                                  | Commons (més fotos) | Dades a WD                    |
| ------ | --------------------------- | -------- | ------------ | --------------------------- | ----------- | ------------------------------------------ | ------------------- | ----------------------------- |
|        | Forn de calç de Malleu      | Tortellà | forn de calç | Estil: arquitectura popular |             | bé integrant del patrimoni cultural català |                     | Modifica les dades a Wikidata |
|        | Forn de calç de Montsipòsit | Tortellà | forn de calç | Estil: arquitectura popular |             | bé integrant del patrimoni cultural català |                     | Modifica les dades a Wikidata |

## granja
| imatge | Nom                  | Ubicat a | instància de | Detalls | coordenades                                                         | Protecció | Commons (més fotos) | Dades a WD                    |
| ------ | -------------------- | -------- | ------------ | ------- | ------------------------------------------------------------------- | --------- | ------------------- | ----------------------------- |
|        | Granges de Can Roca  | Tortellà | granja       |         | 42° 13′ 58″ N, 2° 37′ 02″ E / 42.2327444697704°N,2.61727054542105°E |           |                     | Modifica les dades a Wikidata |
|        | Granja d'en Bronells | Tortellà | granja       |         | 42° 13′ 40″ N, 2° 38′ 22″ E / 42.2277544628805°N,2.6393433453639°E  |           |                     | Modifica les dades a Wikidata |
|        | Granja d'en Picart   | Tortellà | granja       |         | 42° 13′ 52″ N, 2° 38′ 19″ E / 42.2311835851776°N,2.6386209417186°E  |           |                     | Modifica les dades a Wikidata |
|        | Granja de Matacàs    | Tortellà | granja       |         | 42° 14′ 25″ N, 2° 38′ 01″ E / 42.2402907829105°N,2.63352688986907°E |           |                     | Modifica les dades a Wikidata |

## jaciment arqueològic
| imatge | Nom                       | Ubicat a | instància de              | Detalls | coordenades                                          | Protecció                                  | Commons (més fotos) | Dades a WD                    |
| ------ | ------------------------- | -------- | ------------------------- | ------- | ---------------------------------------------------- | ------------------------------------------ | ------------------- | ----------------------------- |
|        | Bauma del Serrat del Pont | Tortellà | jaciment arqueològic cova |         | 42° 14′ 57″ N, 2° 36′ 21″ E / 42.249133°N,2.605743°E | bé integrant del patrimoni cultural català |                     | Modifica les dades a Wikidata |
|        | Pont del Llierca          | Tortellà | jaciment arqueològic      |         | 42° 14′ 47″ N, 2° 36′ 18″ E / 42.2465°N,2.604886°E   | bé integrant del patrimoni cultural català |                     | Modifica les dades a Wikidata |

## masia
| imatge | Nom                | Ubicat a | instància de | Detalls | coordenades                                                                    | Protecció                   | Commons (més fotos) | Dades a WD                    |
| ------ | ------------------ | -------- | ------------ | ------- | ------------------------------------------------------------------------------ | --------------------------- | ------------------- | ----------------------------- |
|        | Ca la Coixa        | Tortellà | masia        |         | 42° 14′ 38″ N, 2° 37′ 45″ E / 42.2439157317432°N,2.62929989001797°E            |                             |                     | Modifica les dades a Wikidata |
|        | Ca la Sila         | Tortellà | masia        |         | 42° 14′ 36″ N, 2° 37′ 38″ E / 42.2434492307204°N,2.62708447598208°E            |                             |                     | Modifica les dades a Wikidata |
|        | Can Beuda          | Tortellà | masia        |         | 42° 14′ 27″ N, 2° 37′ 36″ E / 42.2409530835467°N,2.62665071508601°E            |                             |                     | Modifica les dades a Wikidata |
|        | Can Camps          | Tortellà | masia        |         | 42° 14′ 18″ N, 2° 37′ 15″ E / 42.2383°N,2.62075°E 286 msnm                     |                             |                     | Modifica les dades a Wikidata |
|        | Can Closa          | Tortellà | masia        |         | 42° 14′ 11″ N, 2° 37′ 43″ E / 42.2363928539055°N,2.6284834252606°E             |                             |                     | Modifica les dades a Wikidata |
|        | Can Cortada        | Tortellà | masia        |         | 42° 14′ 07″ N, 2° 37′ 57″ E / 42.2353430171827°N,2.63248900448872°E            |                             |                     | Modifica les dades a Wikidata |
|        | Can Cullera        | Tortellà | masia        |         | 42° 13′ 34″ N, 2° 37′ 36″ E / 42.22610833°N,2.62678056°E 259 msnm              |                             |                     | Modifica les dades a Wikidata |
|        | Can Duran          | Tortellà | masia        |         | 42° 14′ 33″ N, 2° 37′ 38″ E / 42.2423869450273°N,2.62722406046443°E            |                             |                     | Modifica les dades a Wikidata |
|        | Can Marcos         | Tortellà | masia        |         | 42° 13′ 46″ N, 2° 37′ 21″ E / 42.2294381662662°N,2.62240445397727°E            |                             |                     | Modifica les dades a Wikidata |
|        | Can Martís         | Tortellà | masia        |         | 42° 14′ 50″ N, 2° 36′ 28″ E / 42.2473202742057°N,2.60769112047186°E            |                             |                     | Modifica les dades a Wikidata |
|        | Can Masó           | Tortellà | masia        |         | 42° 13′ 52″ N, 2° 38′ 15″ E / 42.2310176505856°N,2.6374100249557°E             |                             |                     | Modifica les dades a Wikidata |
|        | Can Moió           | Tortellà | masia        |         | 42° 14′ 20″ N, 2° 37′ 39″ E / 42.2389654154243°N,2.62748660275966°E            |                             |                     | Modifica les dades a Wikidata |
|        | Can Parella        | Tortellà | masia        |         | 42° 14′ 00″ N, 2° 36′ 59″ E / 42.23330556°N,2.61627222°E 271 msnm              |                             |                     | Modifica les dades a Wikidata |
|        | Can Pau Clar       | Tortellà | masia        |         | 42° 14′ 13″ N, 2° 37′ 31″ E / 42.2369769675493°N,2.62531673871466°E            |                             |                     | Modifica les dades a Wikidata |
|        | Can Peirot         | Tortellà | masia        |         | 42° 14′ 20″ N, 2° 37′ 44″ E / 42.2390061148346°N,2.62892866244251°E            |                             |                     | Modifica les dades a Wikidata |
|        | Can Penella        | Tortellà | masia        |         | 42° 14′ 10″ N, 2° 37′ 35″ E / 42.235998623307°N,2.62634057109567°E             |                             |                     | Modifica les dades a Wikidata |
|        | Can Pere Santaló   | Tortellà | masia        |         | 42° 13′ 44″ N, 2° 37′ 42″ E / 42.2290162990486°N,2.62835702827589°E            |                             |                     | Modifica les dades a Wikidata |
|        | Can Plana          | Tortellà | masia        |         | 42° 13′ 55″ N, 2° 37′ 22″ E / 42.2318712110853°N,2.62281411006797°E            |                             |                     | Modifica les dades a Wikidata |
|        | Can Prat           | Tortellà | masia        |         | 42° 14′ 04″ N, 2° 37′ 29″ E / 42.2344716863117°N,2.62484678618427°E            |                             |                     | Modifica les dades a Wikidata |
|        | Can Quera          | Tortellà | masia        |         | 42° 14′ 26″ N, 2° 36′ 18″ E / 42.240565117097°N,2.60493314354436°E             |                             |                     | Modifica les dades a Wikidata |
|        | Can Roure Vell     | Tortellà | masia        |         | 42° 13′ 30″ N, 2° 37′ 41″ E / 42.2251°N,2.62801667°E 250 msnm                  |                             |                     | Modifica les dades a Wikidata |
|        | Casa Manlleu       | Tortellà | masia        |         |                                                                                | bé cultural d'interès local |                     | Modifica les dades a Wikidata |
|        | Casa Quintana      | Tortellà | masia        |         | 42° 14′ 26″ N, 2° 36′ 35″ E / 42.240685°N,2.609677°E                           | bé cultural d'interès local |                     | Modifica les dades a Wikidata |
|        | Llos               | Tortellà | masia        |         | 42° 14′ 37″ N, 2° 37′ 55″ E / 42.2437259126122°N,2.63188278783708°E            |                             |                     | Modifica les dades a Wikidata |
|        | Malleu             | Tortellà | masia        |         | 42° 14′ 50″ N, 2° 36′ 46″ E / 42.2472114485749°N,2.61277079894119°E            |                             |                     | Modifica les dades a Wikidata |
|        | Mas Roí            | Tortellà | masia        |         | 42° 13′ 37″ N, 2° 37′ 14″ E / 42.2270630800329°N,2.62045551284883°E            |                             |                     | Modifica les dades a Wikidata |
|        | Mas Santaló        | Tortellà | masia        |         | 42° 13′ 47″ N, 2° 38′ 14″ E / 42.22961944°N,2.63735278°E 264 msnm              |                             |                     | Modifica les dades a Wikidata |
|        | Matacàs            | Tortellà | masia        |         | 42° 14′ 22″ N, 2° 38′ 02″ E / 42.2394180809962°N,2.63381070524142°E            |                             |                     | Modifica les dades a Wikidata |
|        | Palol              | Tortellà | masia        |         | 42° 14′ 16″ N, 2° 38′ 11″ E / 42.2378234750732°N,2.63648631043022°E 288.8 msnm |                             | Palol (Tortellà)    | Modifica les dades a Wikidata |
|        | el Serrat del Pont | Tortellà | masia        |         | 42° 14′ 50″ N, 2° 36′ 20″ E / 42.2471239133854°N,2.60558315940518°E            |                             |                     | Modifica les dades a Wikidata |
|        | l'Horta            | Tortellà | masia        |         | 42° 14′ 13″ N, 2° 36′ 41″ E / 42.2370749363824°N,2.61145112021341°E            |                             |                     | Modifica les dades a Wikidata |
|        | la Canova          | Tortellà | masia        |         | 42° 14′ 43″ N, 2° 37′ 28″ E / 42.245161129547°N,2.62454103457586°E             |                             |                     | Modifica les dades a Wikidata |
|        | la Sínia           | Tortellà | masia        |         | 42° 14′ 21″ N, 2° 37′ 47″ E / 42.2391979845248°N,2.62977595208063°E            |                             |                     | Modifica les dades a Wikidata |
|        | la Sínia Nova      | Tortellà | masia        |         | 42° 14′ 13″ N, 2° 37′ 53″ E / 42.2368889963439°N,2.63152257371963°E            |                             |                     | Modifica les dades a Wikidata |
|        | les Valls          | Tortellà | masia        |         | 42° 13′ 39″ N, 2° 37′ 52″ E / 42.227476008902°N,2.6310804849134°E              |                             |                     | Modifica les dades a Wikidata |

## muntanya
| imatge | Nom         | Ubicat a                  | instància de | Detalls | coordenades                                                         | Protecció | Commons (més fotos) | Dades a WD                    |
| ------ | ----------- | ------------------------- | ------------ | ------- | ------------------------------------------------------------------- | --------- | ------------------- | ----------------------------- |
|        | Montoriol   | Sales de Llierca Tortellà | muntanya     |         | 42° 15′ 31″ N, 2° 38′ 13″ E / 42.258725°N,2.63681111°E 797.4 msnm   |           |                     | Modifica les dades a Wikidata |
|        | Montsipòsit | Tortellà                  | muntanya     |         | 42° 15′ 20″ N, 2° 36′ 39″ E / 42.25566389°N,2.61086389°E 490.7 msnm |           |                     | Modifica les dades a Wikidata |

## oratori
| imatge | Nom         | Ubicat a | instància de    | Detalls | coordenades                                                         | Protecció | Commons (més fotos) | Dades a WD                    |
| ------ | ----------- | -------- | --------------- | ------- | ------------------------------------------------------------------- | --------- | ------------------- | ----------------------------- |
|        | Sant Antoni | Tortellà | oratori capella |         | 42° 14′ 16″ N, 2° 37′ 43″ E / 42.2376719562801°N,2.62854864196581°E |           |                     | Modifica les dades a Wikidata |
|        | Santa Creu  | Tortellà | oratori capella |         | 42° 15′ 21″ N, 2° 36′ 30″ E / 42.25582456356°N,2.60839006517343°E   |           |                     | Modifica les dades a Wikidata |

## Misc
| imatge | Nom                                      | Ubicat a | instància de      | Detalls                                       | coordenades                                                                                      | Protecció                                            | Commons (més fotos)                      | Dades a WD                    |
| ------ | ---------------------------------------- | -------- | ----------------- | --------------------------------------------- | ------------------------------------------------------------------------------------------------ | ---------------------------------------------------- | ---------------------------------------- | ----------------------------- |
|        | Aeròdrom del pla de Tapioles             | Tortellà | aeròdrom          | 1938 Superfície: 20ha                         | 42° 13′ 31″ N, 2° 36′ 57″ E / 42.22539°N,2.61591°E                                               |                                                      |                                          | Modifica les dades a Wikidata |
|        | Escola Joan Roura i Parella              | Tortellà | edifici escolar   | 1933-05-21                                    | 42° 14′ 02″ N, 2° 37′ 58″ E / 42.233819°N,2.632825°E                                             |                                                      |                                          | Modifica les dades a Wikidata |
|        | Pedrera del Carig                        | Tortellà | pedrera           |                                               | 42° 15′ 02″ N, 2° 37′ 46″ E / 42.2504727904345°N,2.62945545570228°E                              |                                                      |                                          | Modifica les dades a Wikidata |
|        | Pont de Llierca                          | Tortellà | pont              | Estil: arquitectura popular Travessa: Llierca | 42° 14′ 50″ N, 2° 36′ 14″ E / 42.24731°N,2.60385°E                                               | bé cultural d'interès nacional                       | Pont de Llierca                          | Modifica les dades a Wikidata |
|        | carrer de Sales                          | Tortellà | carrer            |                                               | 42° 14′ 01″ N, 2° 37′ 50″ E / 42.23366°N,2.63044°E                                               |                                                      | Buildings in carrer de Sales (Tortellà)  | Modifica les dades a Wikidata |
|        | casa consistorial de Tortellà            | Tortellà | casa consistorial |                                               | 42° 13′ 59″ N, 2° 37′ 47″ E / 42.2329237°N,2.6297824°E                                           |                                                      | Casa de la Vila de Tortellà              | Modifica les dades a Wikidata |
|        | força de Bellpuig                        | Tortellà | casa forta        |                                               | 42° 14′ 30″ N, 2° 37′ 04″ E / 42.2417°N,2.61778°E ca:Al nord-oest del nucli de Tortellà 285 msnm | bé d'interès cultural bé cultural d'interès nacional |                                          | Modifica les dades a Wikidata |
|        | llinda de la casa al carrer Sant Pere, 3 | Tortellà | llinda            | Estil: arquitectura popular 18th century      | 42° 13′ 59″ N, 2° 37′ 51″ E / 42.23299°N,2.63071°E ca:C. Sant Pere, 3 276 msnm                   | bé cultural d'interès local                          | Llinda de la casa al carrer Sant Pere, 3 | Modifica les dades a Wikidata |